# Round-trip delay time
Pour les articles homonymes, voir RTD et RTT.

Représentation graphique du Round-trip delay time

Le round-trip delay time (RTD) ou round-trip time (RTT) est, dans les réseaux informatiques, le temps que met un signal pour parcourir l'ensemble d'un circuit fermé. 
Cette valeur est importante, car elle intervient de façon cruciale dans l'efficacité de nombreux systèmes : par exemple, lors du chargement d'une page web en utilisant le protocole HTTP, le téléchargement de chaque élément de la page nécessite l'ouverture et la fermeture d'une connexion TCP ; la durée de téléchargement de l'élément est donc nécessairement supérieure à 2 RTD : le handshake TCP (SYN et SYN-ACK), puis la requête HTTP (n'est plus vrais dans les versions 2 et supérieurs qui gèrent elles le multiplexage au sein d'une même connexion TCP).
La spécification IEEE 802.11mc ajoute un principe RTT au Wi-Fi comme méthode de positionnement (avec une précision de 1-2 mètres selon Android), ce qui est plus efficace que les méthodes basées sur le RSSI (force du signal).